# وانا (بالا لاريجان)
وانا (بالفارسية: وانا) هي قرية تقع في إيران في قسم بالا لاریجان الريفي. يقدر عدد سكانها بـ 231 نسمة بحسب إحصاء 2016.